# Copper Harbor
Copper Harbor – jednostka osadnicza w Stanach Zjednoczonych, w stanie Michigan, w hrabstwie Keweenaw.